# Schaumburg-Lippe
Schaumburg-Lippe a fost până în anul 1946 un land autonom, care provine dintr-un principat, în prezent fiind situat în landul Saxonia Inferioară, între Hanovra și granița Westfalică.

## Locuitori
Suprafața landului: 340,2 km2
- 1766: 17.000 loc.
- 1836: 26.400  loc.
- 1881: 33.133 loc.
- 1905: 44.992  loc.
- 1934: 50.669  loc.

## Conducători de Schaumburg-Lippe

### Conti de Schaumburg-Lippe (1640–1807)
- Filip I (1601-1681) Conte de Lippe-Alverdissen 1613-1640, de Schaumburg-Lippe 1640-1681
  - Frederick Christian (1655–1728) Conte de Schaumburg-Lippe 1681-1728
    -  Albert Wolfgang (1699–1748) Conte de Schaumburg-Lippe 1728-1748
      -  Wilhelm (1724–77) Conte de Schaumburg-Lippe 1748-1777

  -  Filip Ernest, Conte de Lippe-Alverdissen (1659–1753)
    -  Friedrich Ernst, Conte de Lippe-Alverdissen (1694-1777)
      -  Filip II Ernest (1723–87), Conte de Schaumburg-Lippe 1777-1787
        -  Georg Wilhelm (1784–1860), Conte de Schaumburg-Lippe 1787-1807, ridicat la rang de Prinț

### Prinți de Schaumburg-Lippe (1807–1918)
- Georg Wilhelm (1784–60), primul Prinț 1807-1860
  - Adolf I Georg (1817-1893), al 2-lea Prinț 1860–1893
    -  Georg (1846–1911), al 3-lea Prinț 1893-1911
      -  Adolf II Bernhard (1883-1936), al 4-lea Prinț, a abdicat în 1918

  -  Prințul Wilhelm de Schaumburg-Lippe (1834-1906)
    -  Prințul Frederick de Schaumburg-Lippe (1868-1945)
      -  Prințul Christian de Schaumburg-Lippe (1898–1974)

### Șefi ai Casei de Schaumburg-Lippe, post monarhie
- Georg (1846–1911), al 3-lea Prinț 1893-1911
  - Adolf II (1883-1936), al 4-lea Prinț 1911–1936
  -  Wolrad (1887-1962), al 5-lea Prinț 1936–1962
    - Philipp-Ernst (1928–2003), al 6-lea Prinț 1962-2003
      -  Alexander (born 1958), al 7-lea Prinț 2003–prezent
        -  Prințul Ereditar Heinrich-Donatus (n. 1994), moștenitor aparent

    -  Prințul Konstantin Karl-Eduard de Schaumburg-Lippe (n. 1930)
      -  Prințul York Karl-Albrecht Konstantin de Schaumburg-Lippe (n. 1960)
        -  Prințul Nicolai-York Gerhard Konstantin de Schaumburg-Lippe (n. 1989)

### Prim-miniștri
- 1918–1918: Friedrich Freiherr von Feilitzsch
- 1918–1919: Heinrich Lorenz (SPD) (Vorsitzender des Landesrates)
- 1919–1922: Otto Bömers (parteilos) (Staatsrat und Vorsitzender der Landesregierung)
- 1922–1925: Karl Wippermann (parteilos) (Staatsrat und Vorsitzender der Landesregierung)
- 1925–1933: Heinrich Lorenz (SPD) (Staatsrat und Vorsitzender der Landesregierung)
- 1933: Hans Joachim Riecke (NSDAP) (Reichskommissar)
- 1933–1945: Heinrich Bövers (vormals DDP) (Staatsrat und Vorsitzender der Landesregierung)

## Castele & Palate princiare
- Castelul Bückeburg
- Castelul Stadthagen
- Cetatea Schaumburg la Rinteln
- Palatul Schaumburg

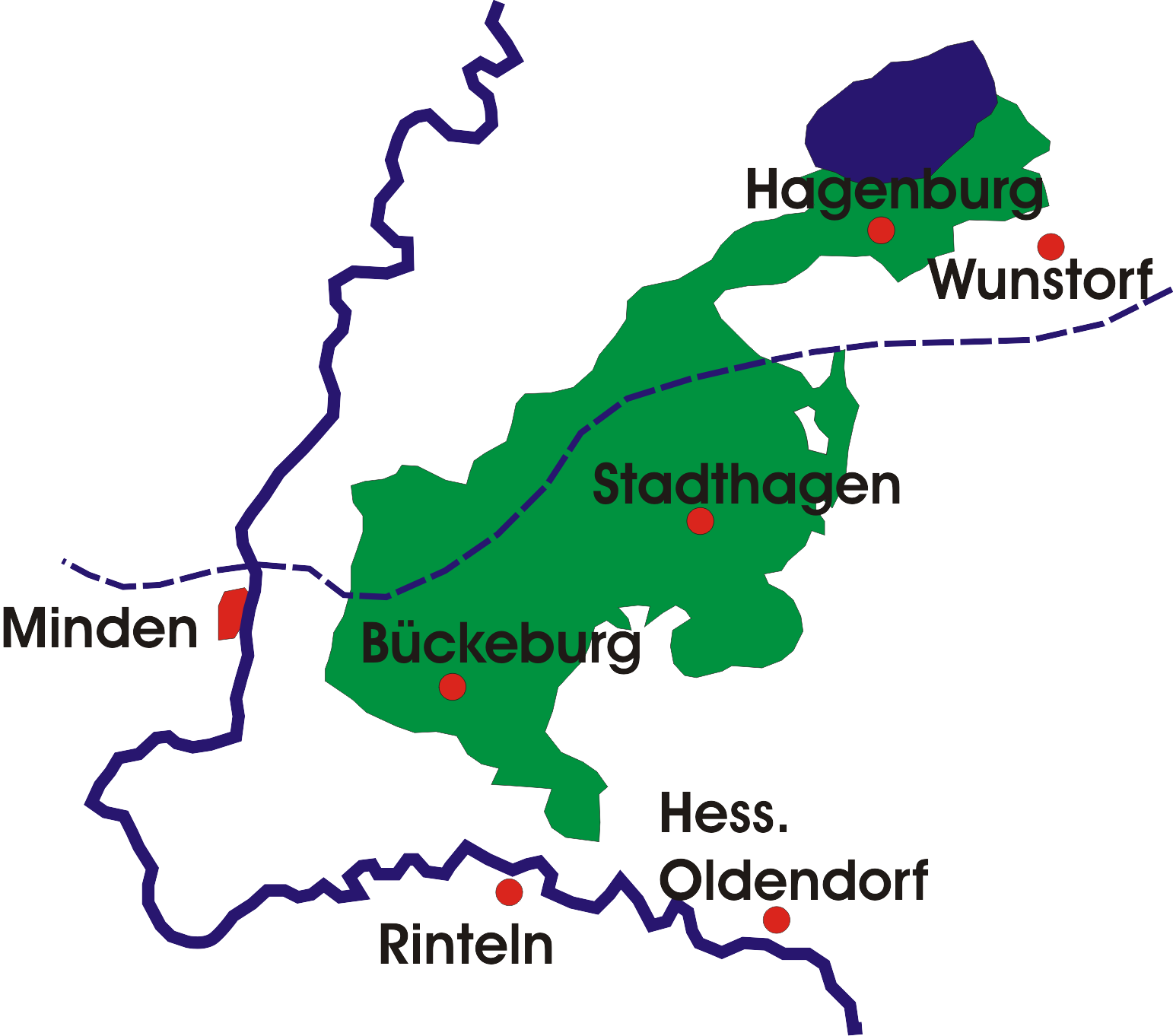
Harta Schaumburg-Lippe

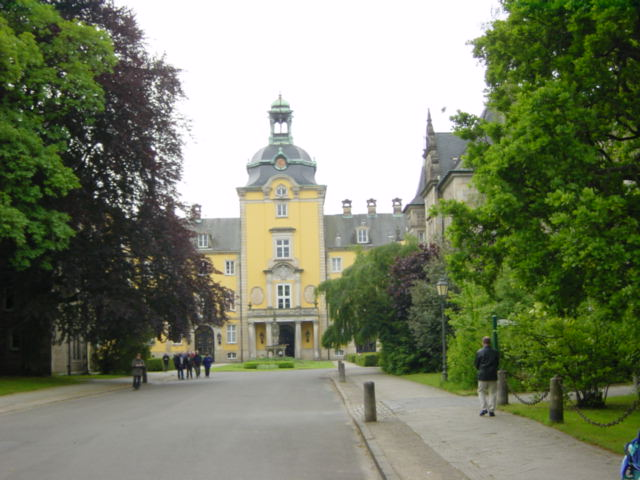
Castelul Bückeburg

- Fortăreața Wilhelmstein in Steinhuder Meer
- castelul Baum
- Idaturm